# Juan Alonso de Maluenda
Juan Alonso de Maluenda, conocido como el abad de Maluenda, fue un abad español.

## Biografía
Natural de Burgos, pertenecía a la ilustre familia de los Maluenda. Fue varón respetable y docto del cabildo de la catedral de Burgos, donde tenía la dignidad de abad de Foncea a mediados del XVI. El cardenal Mendoza lo distinguió del resto de los capitulares.
Escribió un poema dedicado a su sobrina, Catalina de Maluenda.